# His Statue Falls
His Statue Falls est un groupe allemand de post-hardcore et trancecore, originaire de Sarrebruck.

## Histoire
Les membres fondateurs jouaient auparavant dans plusieurs groupes amis (Crash My DeVille, Enter the Phoenix) et/ou se connaissaient déjà depuis leurs années de lycée. En 2003, ils commencent à travailler ensemble en tant que projet de salle de répétition sous le nom de His Statue Falls, avec un line-up différent à l'époque. Après la sortie d'une première démo de deux chansons en 2007, le groupe ne commence à jouer ses premiers concerts qu'en 2008. Peu de temps après, un changement de line-up a lieu, ce qui donne naissance au line-up actuel,.
En 2009, His Statue Falls joue quatre fois en première partie d'Enter Shikari en Allemagne, au Luxembourg, en Belgique et aux Pays-Bas. La possibilité de jouer avec Enter Shikari leur parvient grâce à un message envoyé sur Myspace. Le 26 février 2010, ils sortent leur premier album Collisions, produit par le bassiste Christian Diehl, sur Redfield Records. Au Japon, l'album est distribué par Radtone Music et sort le 2 juin 2010. Le 24 décembre 2010, l'album Collisions Remixed est publié et mis à disposition en téléchargement gratuit.
Le 18 février 2012, le groupe annonce que son batteur Maximilian Schütz quittait le groupe pour des raisons professionnelles et familiales. Depuis le 22 mai 2012, le nouveau batteur Markus Pesch fait partie intégrante du groupe. Le 6 juillet 2012, His Statue Falls donne son premier concert au Japon. Celui-ci a lieu à Osaka dans le cadre du Geki Rock Tour. Deux autres concerts suivent à Nagoya et Tokyo. Du 10 juillet au 15 juillet 2012, le groupe donne des concerts en République populaire de Chine à Shanghai, Shenzhen, Guangzhou, Wuhan, Nankin et Pékin. Le 25 août 2012, le groupe annonce sur sa page Facebook qu'il se séparait de son chanteur et chanteur principal Alex Sauer en raison de différends personnels. Le 3 mai 2013, Jan Vergin de Cocoon est présenté comme le nouveau chanteur principal de His Statue Falls. En octobre, le groupe fait de nouveau une tournée en Allemagne et en Autriche. Les collègues du label Eye Sea I d'Estonie étaient présents en soutien,. Le 18 octobre 2013, l'EP I Am the Architect sort chez Redfield Records. Le 9 décembre 2013, il est annoncé que le groupe jouerait au With Full Force en 2014. Le 4 mars 2016, le troisième album studio Polar sort.
Le 24 mai 2016, les membres Sebastian, Michael, Markus et Jan annoncent sur la page Facebook officielle leur départ du groupe. 

## Discographie

### Albums studio
- 2010 : Collisions
- 2012 : Mistaken for Trophies
- 2016 : Polar

### EP
- 2013 : I Am the Architect

### Singles
- 2012 : Breathe In, Breathe Out (feat. Chuong Trinh)
- 2014 : Break Free (Ariana Grande feat. Zedd Cover)

### Compilations
- 2010: Collisions Remixed

### Démos
- 2007 : Demo 2007
- 2008 : Pre-Recording Demo

### Clips
- 2010 : Capital H Capital O
- 2012 : Breathe In, Breathe Out (feat. Chuong Trinh)
- 2013 : I Am the Architect
- 2016 : The Virus